# Мозах
Мозах (њем. Moosach) општина је у њемачкој савезној држави Баварска. Једно је од 21 општинског средишта округа Еберсберг. Према процјени из 2010. у општини је живјело 1.412 становника. Посједује регионалну шифру (AGS) 9175128.

## Географски и демографски подаци
Мозах се налази у савезној држави Баварска у округу Еберсберг. Општина се налази на надморској висини од 529 метара. Површина општине износи 18,2 km². У самом мјесту је, према процјени из 2010. године, живјело 1.412 становника. Просјечна густина становништва износи 78 становника/km².